# George Dixon (boxeador)
George Dixon (Halifax, 29 de julho de 1870 - Nova Iorque, 6 de janeiro de 1908) foi um pugilista canadense, que se tornou o primeiro boxeador negro da história a conquistar um título mundial, ao capturar o título mundial dos pesos-galos em 1890.
Posteriormente, em 1892, Dixon também conseguiu se tornar campeão mundial dos pesos-penas, título este que ele perdeu e recuperou duas vezes ao longo de sua carreira.

## Biografia
Nascido no Canadá, Dixon fez sua primeira exibição na carreira em 1886, lutando em sua cidade natal Halifax. Um ano mais tarde, porém, Dixon já havia se mudado para Boston, nos Estados Unidos, aonde realizou a maioria de suas lutas no início de sua carreira.
Mantendo um cartel positivo de doze vitórias oito empates e apenas uma derrota, em 1890, Dixon conseguiu uma chance de lutar contra o campeão americano dos pesos-galos Cal McCarthy, em uma luta que se tornou épica por causa de seus 70 assaltos de duração. Essa luta terminou empatada, quando em comum acordo, os exaustos lutadores optaram pelo encerramento do combate.
Mais tarde, ainda em 1890, Dixon viajou até Londres, a fim de desafiar o invencível campeão inglês dos pesos-galos Nunc Wallace, em um combate que foi anunciado como válido pelo título inaugural de campeão mundial dos pesos-galos. Depois de sua incrível batalha contra McCarthy, Dixon teve mais um longo combate pela sua frente contra o britânico Wallace. Durando um total de 30 assaltos, Dixon sagrou-se vencedor, depois que um já bastante castigado Wallace solicitou ao árbitro que o combate fosse interrompido.
Retornando aos Estados Unidos, após seu grande êxito na Inglaterra, já no ano de 1891, Dixon reencontrou-se com Cal McCarthy dentro dos ringues, a fim de consolidar seu direito de reivindicar para si o título de campeão mundial dos galos. Em um novo combate bastante disputado, Dixon acabou obtendo a vitória por nocaute no 22º assalto.
Então, a partir de 1892, Dixon começou a ganhar peso e decidiu subir para a categoria dos pesos-penas, a fim de capturar o título mundial que Young Griffo havia deixado vago. Assim sendo, com uma vitória por nocaute sobre o britânico Fred Johnson, já em meados de 1892, Dixon assegurou para si o título de campeão mundial dos pesos-penas pela primeira vez na sua carreira.
Uma vez campeão mundial dos pesos-penas, Dixon conseguiu manter seu cinturão até 1896, quando acabou sendo derrotado pelo suíço Frank Erne, em uma luta decidida nos pontos, após 20 assaltos disputados. Não obstante sua derrota diante de Erne, Dixon continuou se considerando o campeão mundial e, dessa forma, em sua luta seguinte, supostamente defendeu seu título contra Torpedo Billy Murphy.
Dixon, porém, não precisou manter essa dubiedade quanto ao verdadeiro campeão por muito mais tempo, haja vista que na sua revanche contra Frank Erne, ocorrida em 1897, Dixon foi declarado o vencedor nos pontos, após 25 assaltos de luta.
Após recuperar sue título mundial dos pesos-penas, por direito, Dixon não pode desfrutar dessa sua proeza por muito mais tempo, visto que poucos meses mais tarde, ainda em 1897, ele acabou perdendo seu título para Solly Smith, em nova decisão nos pontos.
Posteriormente, depois que Smith veio a perder seu cinturão para o irlandês Dave Sullivan, Dixon se tornou o primeiro desafiante ao título do novo campeão. Realizado no final de 1898, o combate entre Dixon e Sullivan terminou com uma vitória de Dixon no 10º assalto, após desqualificação de Sullivan. Naquele momento, Dixon havia conseguido recuperar seu título mundial dos penas pela segunda vez.
Novamente no topo dos pesos-penas, Dixon fez nove defensas de título, antes de acabar perdendo-o, uma vez por todas, para o terrível Terry McGovern, em uma emocionante luta ocorrida em 1900, aonde ambos lutadores trocaram nocautes, até Dixon terminar perdendo o duelo, por nocaute técnico, no 8º assalto.
Após ter sido derrotado por McGovern, a carreira de Dixon começou a declinar vertiginosamente, porém, apesar do incessante acúmulo de  derrotas, Dixon seguiu lutando até 1906, quando enfim decidiu parar de lutar. Dois anos mais tarde, Dixon  veio a falecer. Seu corpo encontra-se sepultado no Mount Hope Cemetery, em Boston.
Em 1990, George Dixon fez parte da primeira seleção de boxeadores que entraram para galeria dos mais distintos boxeadores de todos os tempos, que hoje possuem seus nomes imortalizados na história pelo International Boxing Hall of Fame.